# Японські ремесла
Традиційні ремесла Японії (工芸 /ко:ґей/, букв. "інженерне мистецтво") мають давню історію. До категорії традиційних ремесел належать виготовлені індивідуально або групами осіб ремісничі вироби, а також роботи, створені незалежними майстрами, які використовують традиційні матеріали та/або техніки.

## Історія
Японське ремесло бере свій початок відтоді, як перші люди оселилися на островах сучасної Японії. Його джерела сягають давніх сільських ремесел — виготовлення матеріально-речових товарів першої потреби. Традиційно ремісники використовували матеріали природного та місцевого походження, а вироби виготовлялися безпосередньо для використання, а не лише з метою демонстрації, у звʼязку з чим межа між ремеслом і мистецтвом не завжди була чіткою[потрібне цитування].
Маючи попит серед усіх верств суспільства, ремесла ставали дедалі витонченішими у виконанні та оздобленні. З появою низки мистецьких шкіл (наприклад, вабі-сабі) тісно повʼязане з народним мистецтвом ремесло розвинулося в образотворче мистецтво; майстерність ремісників зросла. Вироби були призначені не лише для внутрішнього споживання: наприклад, у певний час керамічні вироби виготовлялися майстернями для експорту, що зробило їх важливою опорою тогочасної японської економіки[потрібне цитування].
Родинні зв'язки й спадкоємність відігравали особливе значення як для аристократії, так і в передачі релігійних переконань у різних буддійських школах. Зокрема в буддизмі використання терміна "родовід", ймовірно, пов'язане із сутричною метафорою переливання вчення з однієї "посудини дхарми" в іншу, що описує повне й правильне передавання знань та досвіду від майстра до учня. У світі мистецтва процес передачі знань і досвіду формував основу родоводу. Для майстрів кераміки, металу, лаку чи бамбука отримання відповідних навичок зазвичай передбачало тривале навчання в майстра цеху, часто батька самого учня, з покоління в покоління. У цій системі, що називалася денто (伝 統), традиції передавалися у відносинах між вчителем та учнем — шінтей (師弟). Вона охоплювала суворі правила, дотримання яких уможливлювало навчання та викладання певного шляху — до (яп. 道). Мудрість передавалася в усній (яп. 伝承 /деншьо:/) або письмовій формі (яп. 伝書 /деншьо/)[потрібне цитування].
Живучи в родині майстра та виконуючи домашні обов'язки, учні уважно спостерігали за роботою майстра та старших учнів, перш ніж розпочати навчання, а також на його пізніх стадіях. Учнівство вимагало наполегливої праці майже щодня безоплатно або в обмін на невелику плату. Досить поширеним було передавання навичок майстерності в певному ремеслі в межах сім'ї з покоління в покоління, утворюючи династії. У такому випадку замість власного імені могли використовувати імʼя визначного майстра зі свого роду. У разі відсутності спадкоємця чоловічої статі існувала можливість всиновити родича або учня, щоб продовжити родовід та/або взяти престижне родове ім'я[потрібне цитування].
Наприкінці періоду Едо та з настанням епохи Мейджі було запроваджено промислове виробництво; західні вироби й стилі копіювалися, витісняючи традиційні. На рівні образотворчого мистецтва меценати, такі як феодали даймьо, більше не могли підтримувати місцевих ремісників, так само як це було раніше. Ручне японське ремесло, колись основне джерело виробів, що використовувалися в повсякденному житті, було витіснене на задній план промисловим виробництвом та імпортом із-за кордону. Традиційне ремесло почало занепадати й зникло в багатьох сферах, оскільки разом із вподобаннями змінилися методи виробництва. Такі форми ремесла, як виготовлення мечів, стали застарілими. У той час як деякі ремесла, що практикувалися століттями, все більше опинялися під загрозою, новітні, запозичені із Заходу (наприклад, склоробство) навпаки, зазнавали підйому. Так, японський вчений Окакура Какудзо, виступаючи проти переваги західного мистецтва, заснував періодичне видання "Кокка" (яп. 國華, букв. "Квітка нації") з метою привернути увагу до даної проблеми. 
Хоча традиційні ремесла й мистецтва були визначені як Національні скарби Японії, тобто перебували під захистом імператорського уряду, знадобився певний час, аби їхня культурна цінність була визнана повною мірою. З метою подальшого захисту традиційних ремесел і мистецтв у 1890 році уряд заснував гільдію Митців імператорського двору (яп. 帝室技芸員 /тейшіцу ґіґеі-ін/), які були призначені виключно для створення творів мистецтва для Токійського імператорського палацу та інших імператорських резиденцій. Ці митці вважалися найвидатнішими; вони працювали в таких престижних галузях, як живопис, виготовлення кераміки та лакованого посуду. Хоча ця система передбачала певний захист митців, майстри та майстрині на рівні народного мистецтва залишалися незахищеними. 
Одним із відгуків на такий розвиток подій став мінґей (民芸, букв. "народне мистецтво" або "мистецтво народу") — рух народного мистецтва, що зародився в середині 1920-х років, філософський зміст якого полягав у "ремісничому мистецтві простих людей" (яп. 民衆的な工芸 /міншю:-текі-на ко:ґей/). Його батьком-засновником став японський естет та філософ Янаґі Соецу (1889-1962), який вбачав красу у створених невідомими та "безіменними" майстрами повсякденних і утилітарних предметах.
Друга світова війна завдала значних збитків, і, як наслідок, постраждало ремесло. Тоді уряд Японії запровадив нову програму, відому як "Живий національний скарб", що передбачала визнання та захист ремісників (як індивідуально, так і в групах) на рівні образотворчого та народного мистецтв. Включення до даного списку супроводжувалося фінансовою підтримкою навчання нових поколінь ремісників задля забезпечення розвитку чинних на той час ремесел. У 1950 році уряд запровадив категорію нематеріальної культурної спадщини для виробів (а також, наприклад, музичних та літературних творів), що становлять історичну та художню цінність із погляду ремісничої техніки. Цей термін стосується виключно навичок, котрими володіють окремі особи або групи осіб, які є незамінними у створенні відповідних культурних цінностей. Подальші кроки включали, наприклад, внесення техніки виготовлення шовкової тканини юкі-цумуґі до Списку нематеріальної культурної спадщини ЮНЕСКО у 2009 році. Наразі уряди на рівні префектур та муніципалітетів також мають власну систему визнання та захисту місцевих ремесел — мейбуцу (名物). 
Не зважаючи на зроблені урядом кроки, ремісники приватного сектору продовжують долати труднощі, намагаючись залишатися вірними традиціям, водночас інтерпретуючи старі форми та розробляючи нові ідеї, щоб залишатися актуальними для клієнтів. Відчутною є проблема старіння населення, що спричиняє недостатню передачу знань молодшому поколінню через руйнацію традиції денто за відсутності спадкоємців. Зі зміною (зокрема помʼякшенням) суспільних правил традиційна патріархальна система також зазнала змін. На відміну він сучасності, у минулому власниками титулів "майстра" в найпрестижніших ремеслах були переважно чоловіки. Першою жінкою, яка змінила свого батька на посаді майстра через відсутність у родині спадкоємця чоловічої статі, була керамістка Токуда Ясокічі IV. 
Попри модернізацію та вестернізацію, деякі види мистецтва (наприклад, японська чайна церемонія, ікебана та бойові мистецтва, зокрема виготовлення мечів) продовжують існувати частково завдяки їхньому тісному зв'язку з японськими традиціями. З метою залучення громадськості щороку відбувається Виставка традиційного японського мистецтва коґей (яп. 日本伝統工芸展). У 2015 році, намагаючись ознайомити міжнародну аудиторію з японським ремеслом, Музей мистецтв і дизайну в Нью-Йорку виставив низку творів сучасних художників напряму коґей.

## Кераміка

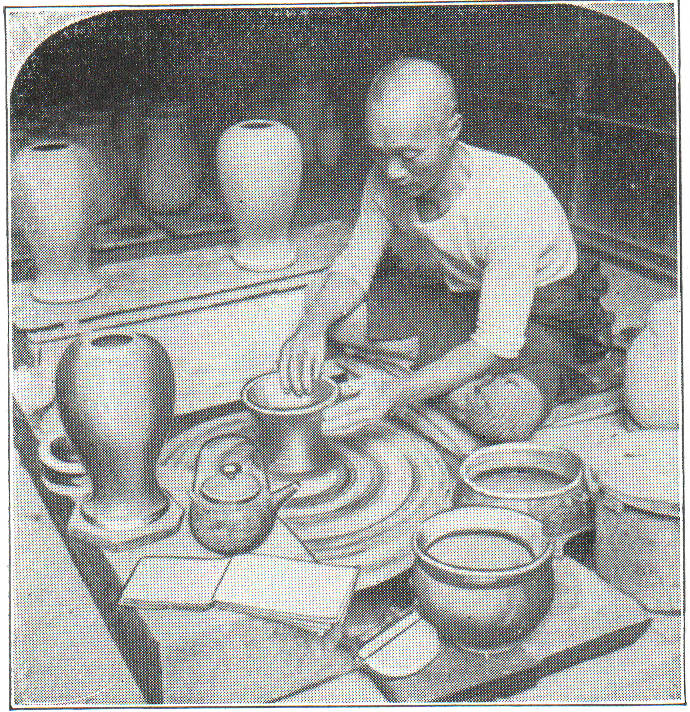
Гончар біля гончарного круга (1914)

Кераміка, один із найдавніших видів мистецтва Японії, бере свій початок ще з часів неоліту — періоду Джьомон. Таким чином, у печах виготовляли глиняний та порцеляновий посуд, глазуровану та блакитно-білу кераміку, камʼянку й різні гончарні вироби.
Японська культура має одну з найстаріших традицій виробництва кераміки у світі. Вона також вирізняється великим значенням, яким наділена кераміка серед інших видів мистецтва, завдяки незмінній популярності чайної церемонії.
Серед технік виготовлення японської кераміки розрізняють такі: 
- Іро-е (色絵, кольорове оздоблення виробів)
- Неріаґе (練上げ, одночасне використання глини кількох різних забарвлень)
- Сань-цай (三彩, використання трьох кольорів глини: коричневого, зеленого й кремово-білого)
- Сайю (彩釉, глазурування з ефектом патьоків)
- Сейхакуджі (青白磁, біла порцеляна із синюватим глазуруванням)
- Сомецуке (染付, блакитно-біла порцеляна)
- Тецу-е, або тецуґусурі (鉄絵, глазурування з використанням пігментів із вмістом заліза)
- Юрі-кінсай (釉裏金彩, глазурування з використанням сухозлітного золота)
- Дзоґан (象嵌, дамаскінаж та виїмчаста емаль)Зразок токонамського керамічного посуду з попелястим глазуруванням. Період Камакура, XІV століття.

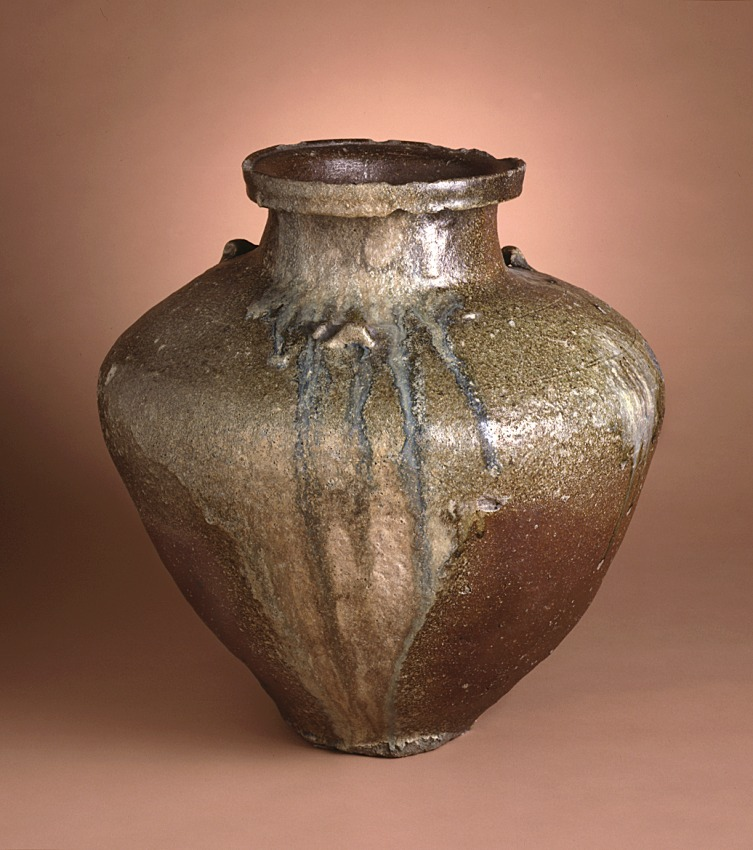
Зразок токонамського керамічного посуду з попелястим глазуруванням. Період Камакура, XІV століття.

Існує багато різних типів японського керамічного посуду. До ідентифікованих як близькі до ремісничого руху належать:
- Бідзен (備前焼), м. Імбе, пров. Бідзен
- Хаґі (萩焼), м. Хаґі, преф. Ямаґучі
- Хасамі (波佐見焼), м. Хасамі, преф. Наґасакі
- Какіемон (柿右衛門), розроблений Сакайдою Какіемон в м. Наріта, преф. Саґа
- Карацу (唐津焼), м. Карацу, преф. Саґа
- Кутані (九谷焼), с. Кутані, преф. Ішікава
- Машіко (益子焼), м. Машіко, преф. Тоґічі
- Мумьой (無名異焼), м. Садо, преф. Ніґата
- Онта (小鹿田焼), с. Онта, преф. Ойта
- Сетоґуро (瀬戸黒), м. Сето, преф. Айчі
- Шіґаракі (信楽焼), м. Шіґаракі, преф. Шіґа
- Шіно (志野焼), пров. Міно
- Токонаме (常滑焼), м. Токонаме, преф. Айчі
- Цубоя (壺屋焼), о-ви Рюкю.

## Текстиль
До текстильних ремесел належить виготовлення виробів із шовку, конопель, льону та бавовни, зітканих, пофарбованих та оздоблених як за традиційними, так і складними вишуканими зразками, що призначені для вищих верств населення.
У межах культури хоккайдоських айнів та інших віддалених фермерських сімей на півночі Японії продовжують існувати виниклі з давніх народних традицій сільські ремесла у вигляді ткацтва й фарбування індиго. 
З традиційного текстилю зазвичай виготовляють японський національний одяг: наприклад, довгі тонкі відрізи тканини, або танмоно, використовуються для пошиття кімоно, юката й фурісоде. Історично ці тканини використовувалися для пошиття косоде — попередника кімоно; з них також виготовляють обі — пояс до кімоно. Аксесуари, наприклад, кандзаші, часто виробляються з таких тканин, як кінша та чірімен (гладенька та текстурована шовкова тканина відповідно). У традиційному взутті, такому як ґета, дзорі та окобо, використовується текстиль у вигляді ханао — тканинних ремінців, що утримують взуття на нозі; деякі окобо також мають парчеву тканину навколо халяви взуття.

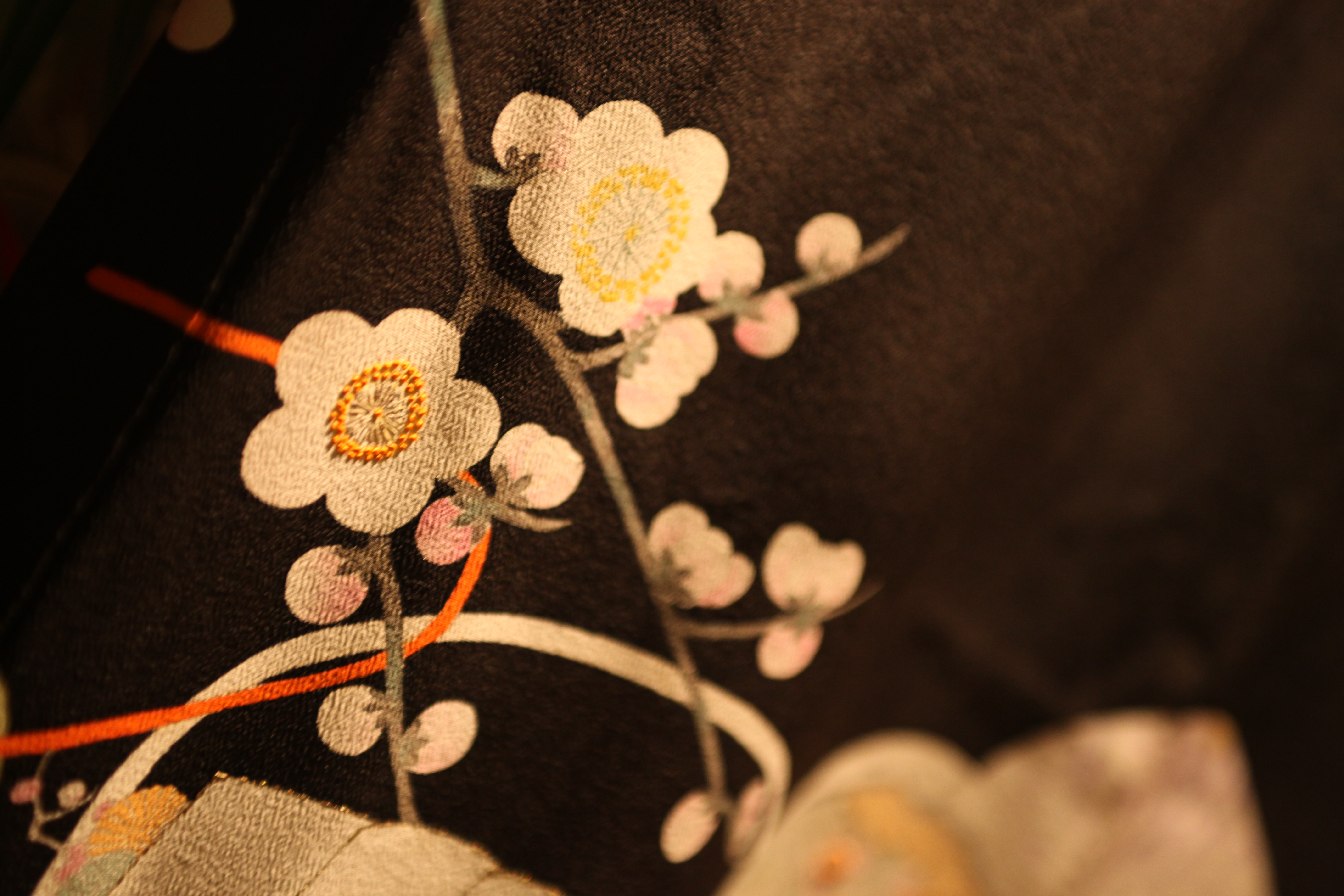
Оздоблення кімоно, виготовлене, використовуючи техніку юдзен

Існують такі техніки нанесення зображень на тканину:
- Юдзен (友禅染)
- Катадзоме (型絵染)
- Едо комон (江戸小紋)
- Наґайта-чуґайта (長板中形)
- Мокухан-дзоме (木版染)
- Цуджіґахана (辻ヶ花)
- Шіборі (絞り)
- Бінґата (紅型)
- Каґаюдзен (加賀友禅)

Ткацькі техніки:
- Касурі (絣織)
- Цумуґі (紬織)
- Ечіґі-джьофу (越後上布)
- Саґа-нішікі (佐賀錦)

До найвідоміших регіональних текстилів належать:
- Нішіджін-орі (西陣織), парча, що виробляється в районі Нішіджін, м. Кіото
- Юкі-цумуґі (結城紬), один із різновидів традиційного японського шовку цумуґі, характерний для м. Юкі, преф. Ібаракі
- Кумеджіма-цумуґі (久米島紬), найдавніший різновид традиційного японського шовку цумуґі, характерний для м. Кумеджіма, о. Окінава
- Кьоюдзен (京友禅), текстиль, що поєднує традиційні мотиви з геометричними орнаментами, характерний для м. Кіото.

Серед решти технік також можливо виокремити куміхімо (組紐, плетіння кіс із ниток) та коґін дзаші (こぎん刺し, один із різновидів сашіко — вишивання білими (іноді червоними) нитками на тлі кольору індиго).

## Лаковані вироби

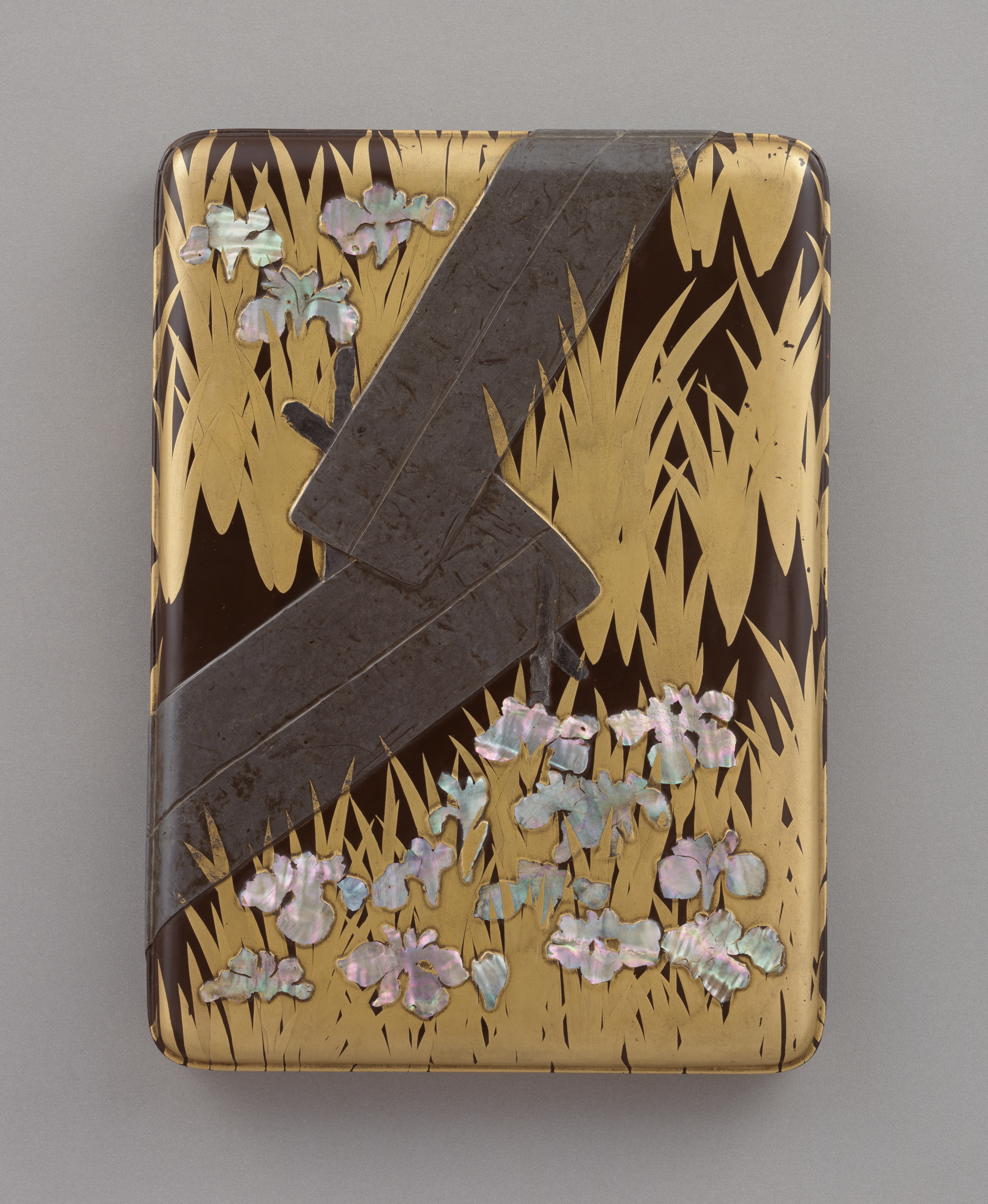
Скриня для зберігання письмового приладдя, оздоблена за мотивами ширми Оґати Коріна "Іриси в Яцухаші" (Національний скарб Японії). Період Едо

Перші зразки японських лакованих виробів датуються ще доісторичними часами. Найчастіше лак використовувався на дерев'яних поверхнях: його наносили кількома шарами, кожен із яких мав висохнути, перш ніж нанести наступний. Так створювалося міцне покриття, стійке до води та зламів, що характеризувалося простотою в догляді. 
Оздоблення лакованих виробів, наприклад, різьбленням по різнобарвних шарах його покриття або лише поверхні, інкрустацією золота та дорогоцінних каменів, вважалося цінною художньою формою з часів періоду Нара (710-794).
До лакованих виробів належать предмети повсякденного вжитку, такі як миски й таці, а також посуд для чайної церемонії (наприклад, чакі та коґо). Більш поширені в минулому оздоблені лаком предмети включали нецуке та інро.
Основним матеріалом для виготовлення лакованого посуду зазвичай є дерево, рідше може використовуватися бамбук (яп. 藍胎 /рантай/) або льон (яп. 乾漆 /каншіцу/).
Серед технік, що використовують при нанесенні покриття та його декоруванні можна виокремити такі:
- Уруші-е (漆絵), що вважається найдавнішою та водночас найпримітивнішою декоративною технікою
- Макі-е (蒔絵)
- Раден  (螺鈿)
- Чінкін (沈金)
- Камма  (蒟醤)
- Чьошіцу (彫漆)
- Хірамон (平文)
- Ранкаку (卵殻)
- Камакура-борі (鎌倉彫)

До більш відомих регіональних різновидів лакованих виробів належать:
- Ваджіма-нурі (輪島塗), м. Ваджіма, преф. Ішікава
- Цуґару-нурі (津軽塗), м. Цуґару, преф. Аоморі

## Дерево та бамбук

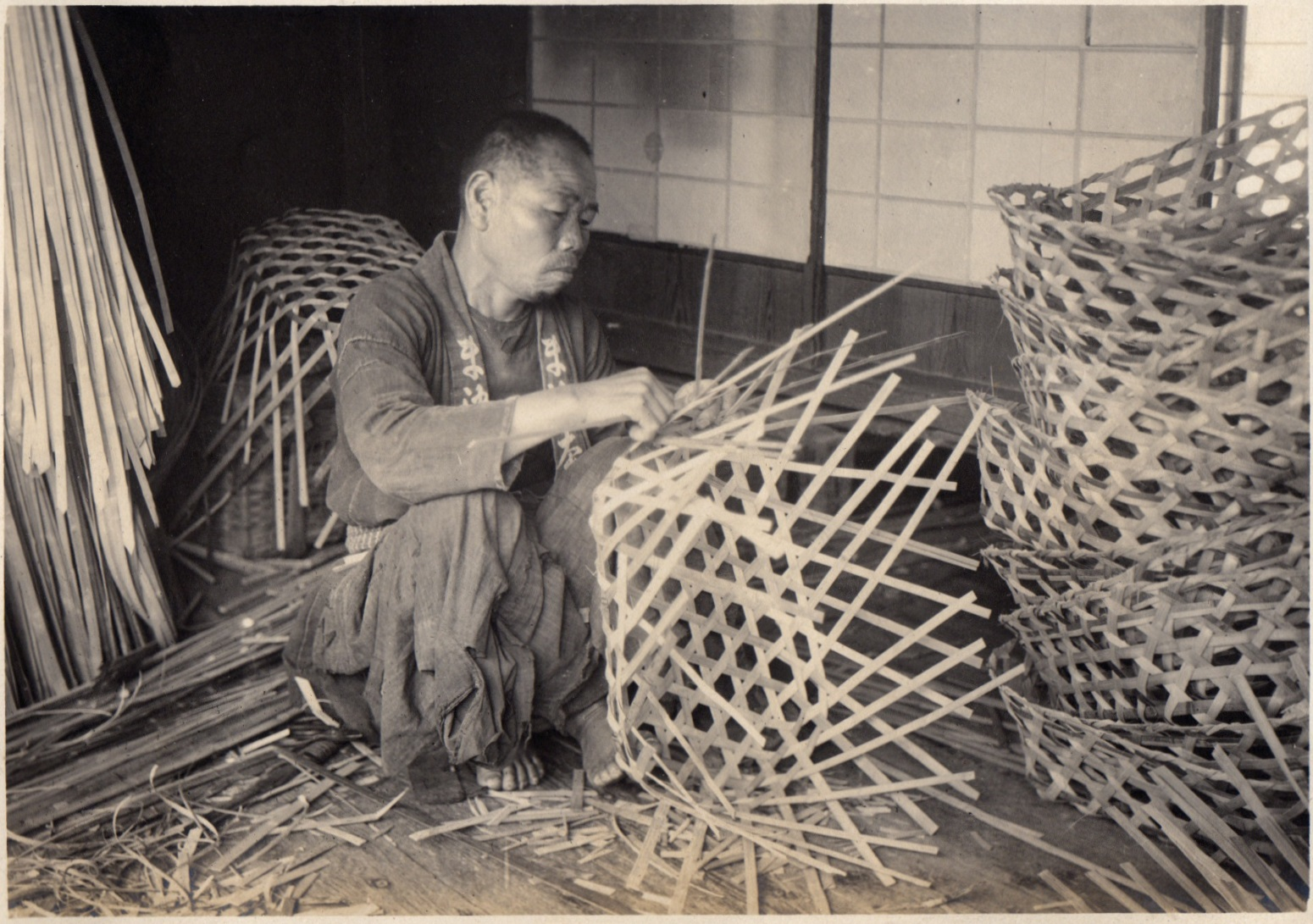
Майстер виготовляє кошик із візерунком каґоме (1915)

Схема плетіння каґоме

Використання дерева та бамбука завжди було типовим для архітектури та мистецтва Японії. Виникнення японської традиції теслярства ще на ранніх етапах історії повʼязане з наявністю великих обсягів доступної деревини. Подібно до будівель як сакрального, так і цивільного призначення, предмети повсякденного вжитку, наприклад, скрині та посуд, виготовлялися й виготовляються з деревинних матеріалів. 
Окрім теслярства, роботу з деревиною передбачають такі ремесла, як йосеґі, японський різновид інкрустації по дереву, та виготовлення меблів (наприклад, тансу). Мистецтво японської чайної церемонії також тісно повʼязане з практиками виготовлення виробів із бамбука, деревини та лаку (наприклад, ложок та чакі).
До традиційних японських деревʼяних виробів належать такі:
- Сашімоно (指物）
- Курімоно (刳物）
- Хікімоно (挽物）
- Маґемоно (曲物）

З бамбука виготовляють приладдя для чайної церемонії та створення квіткових композицій ікебана, а також різноманітні елементи інтерʼєру. Серед них:
- Амімоно (編物)
- Кумімоно (組物)

Мистецтво плетіння кошиків у візерунках, таких як каґоме (籠目), є доволі поширеним. Назва «каґоме» складається зі слів "каґо" (укр. "кошик") і "ме" (укр. "очі"), що повʼязано з наявними у візерунку отворами. Бамбукові рейки, сплетені в трьох напрямках (горизонтально, по діагоналі вліво та по діагоналі вправо), утворюють типовий для каґоме візерунок тришестикутної мозаїки. Каґоме характерна хіральна симетрія групи орнаменту p6 (орбіфолдна сигнатура: 632). 
Інші матеріали, такі як очерет, також використовуються в широкій категорії японських виробів із дерева. Наприклад, з нього виготовляють неко чіґура —  різновид традиційних очеретяних кошиків для котів. 

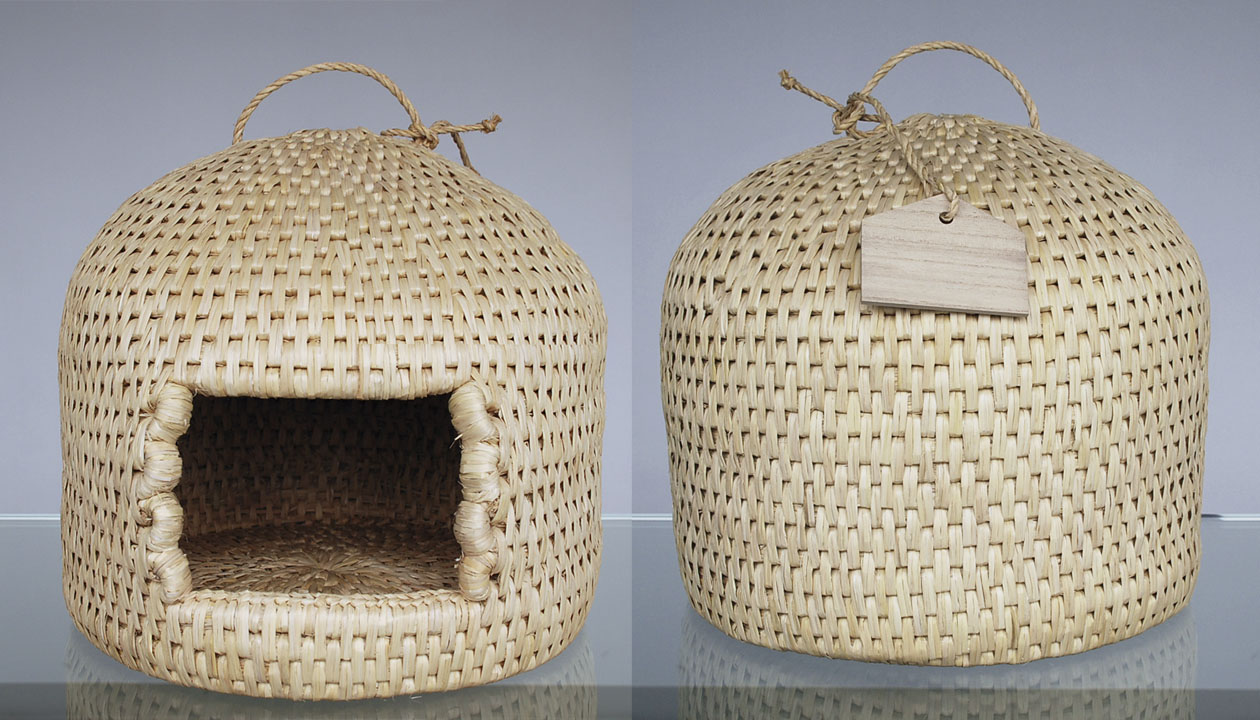
Кошик неко чіґура

До переліку більш відомих традиційних японських регіональних виробів із деревини також належать такі:
- Хаконейосеґі-дзайку (箱根寄木細工), різновид виробів, оздоблених деревʼяною мозаїкою, з м. Хаконе, р-н Асіґарасімо
- Іваядотансу (岩谷堂箪笥), дерев'яні комоди з м. Ошу, преф. Івате

## Металеві вироби
Ранні японські техніки обробки заліза датуються III-II ст. до н. е. Серед японських традиційних металевих виробів високо цінувалися мечі, що вирізнялися своєю міцністю; виготовлення холодної зброї в Японії зародилося в період до I ст. до н. е. й досягло піку своєї популярності як основне захоплення серед японського військового керівництва та самураїв. Виготовлення мечів, що давно вийшло за межі ремесла, яким воно було на початку своєї історії, вважається окремим від металообробки видом мистецтва.
Окрім мечів, з металу історично виготовляли численні предмети щоденного вжитку, що призвело до розвитку металообробки поза межами виробництва зброї.
До традиційних технік лиття металу належать такі:
- Роґата (蝋型)
- Соґата (惣型)
- Комеґата (込)

Ковальство (яп. 鍛金 /танкін/), техніка надання форми металевим виробам за допомогою ударів молотом, також використовується в традиційній японській металообробці.
Однією з найважливіших японських технік металообробки є ковальське зварювання (яп. 鍛接 /тансецу/), з'єднання двох шматків металу — зазвичай заліза й вуглецевої сталі — шляхом нагрівання їх до високої температури й з'єднання молотом або іншими інструментами. Ковальське зварювання зазвичай використовується для виготовлення таких інструментів, як зубила та рубанки. Одним із центрів застосування ковальського зварювання, зокрема техніки, відомої як ечіґо йойта учіхамоно (越後与板打刃物), є м. Ойта, розташоване в преф. Ніїґата.
Для створення декоративних малюнків, зокрема візерунків, на поверхні металу використовуються різні техніки: різьблення (яп. 彫り /хорі/), дамаскування (яп. 象嵌 /дзо:ґан/) та тиснення (яп. 打ち出し /учідаші/). 
Серед більш відомих традиційних японських регіональних виробів із металу такі: 
- Тамбутеккі (南部鉄器), залізні вироби з м. Ошю та м. Моріока, преф. Івате
- Такаокі докі (高岡銅器), мідні вироби з м. Такаока, преф. Тояма

## Ляльки

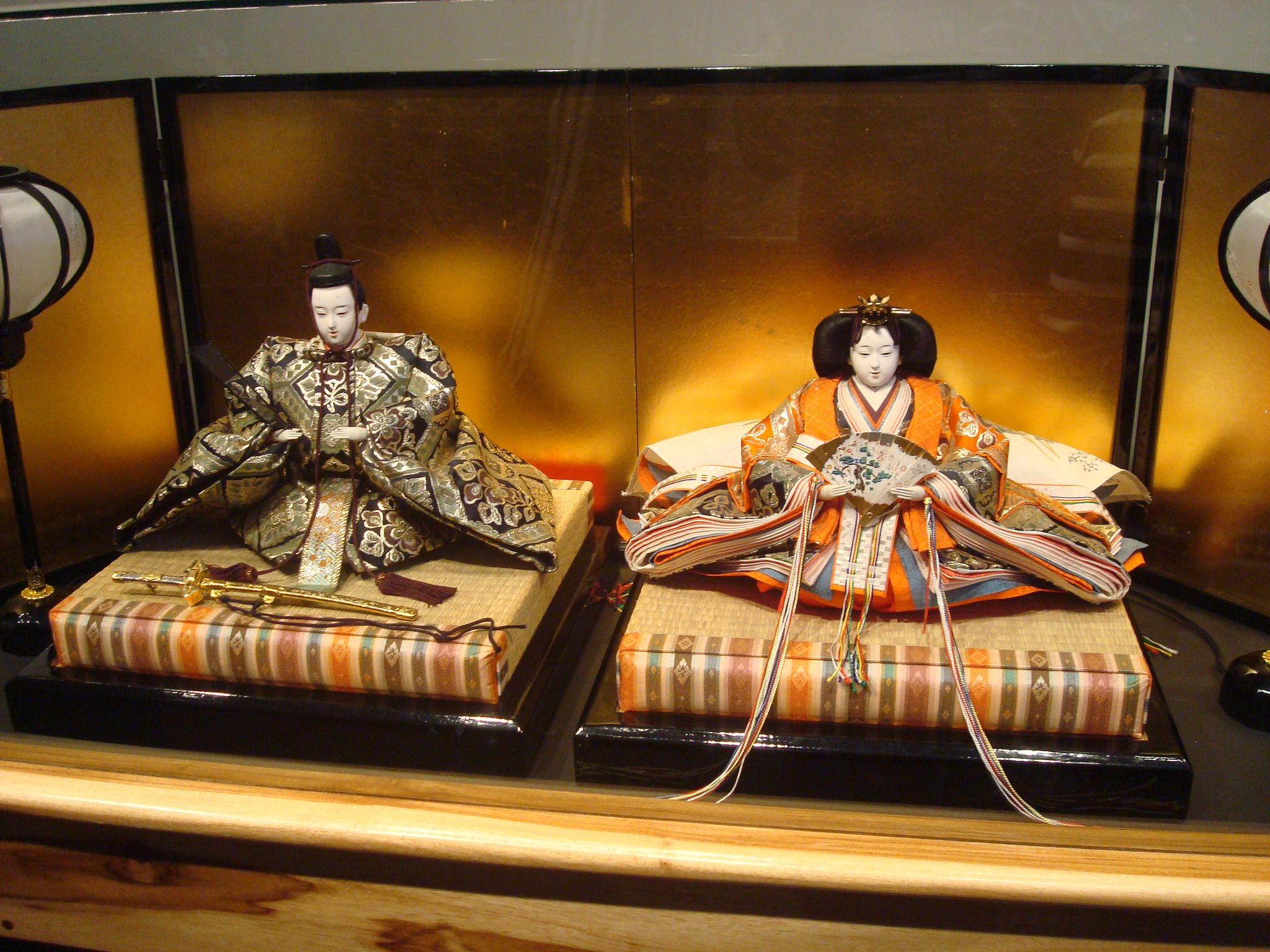
Ляльки Хіна

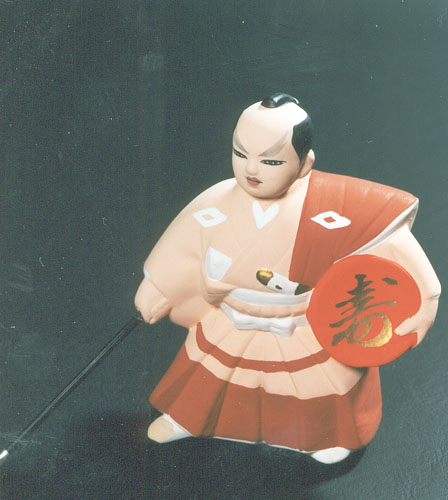
Традиційна японська глиняна лялька хаката

Існують різні типи традиційних японських ляльок (人形 /нінґьо:/, букв. "людська форма"): деякі з них представляють дітей і немовлят, інші — членів імператорської родини, воїнів і героїв, казкових персонажів, богів та демонів (рідше), а також звичайних людей. Багато видів нінґьо, що виготовляються до сьогодення, мають давні традиції: вони використовувалися й використовуються для домашніх святинь та офіційних подарунків, під час святкування фестивалів, таких як Хіна-мацурі (День ляльок) й Кодомо-но Хі (День дітей). Деякі з них є виробами місцевих майстрів та купуються мандрівниками або паломниками як сувенір на згадку про подорож чи відвідини певного храму.
Існує чотири основні типи ляльок, залежно від матеріалу, з якого вони виготовлені. Серед них:
- Деревʼяні ляльки (яп. 木彫人形 /мокучьо: нінґьо:/)
- Тосові ляльки (яп. 桐塑人形 /то:со нінґьо:/), що виготовляються з тосо — глиноподібної суміші тирси павловнії та пасти
- Ляльки харінукі (яп. 張抜人形 /харінукі нінґьо:/), що виготовляються з папʼє-маше
- Ляльки тотай (яп. 陶胎人形 /то:тай нінґьо/), або керамічні ляльки

До основних технік розпису ляльок належать:
- Нунобарі (布貼り)
- Кімекомі (木目込み)
- Хамекомі (嵌込み)
- Камібарі (紙貼り)
- Сайшікі (彩色)
- Сайчьо (彩彫)

## Паперові вироби

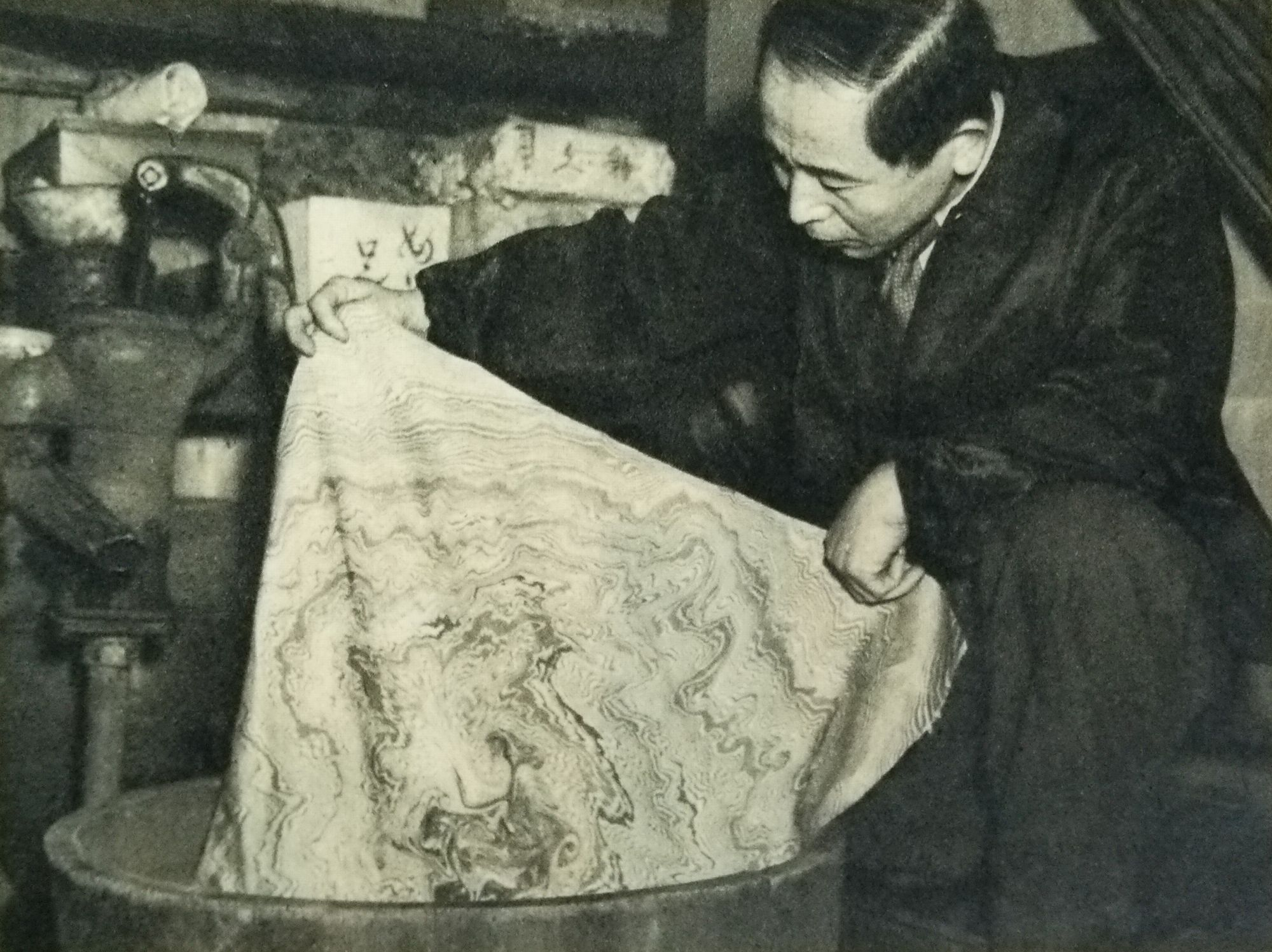
Хіроба Джідзаемон, японський митець, внесений до списку Нематеріальної культурної спадщини Японії. Техніка ебру, або сумінаґаші (墨流し)

Вважається, що японське мистецтво виготовлення паперу з шовковиці, відоме як "ваші" (和紙), зародилося у VI ст. Оздоблення візерунками та фарбування паперу в різні кольори було одним з основних занять двору Хейян, а його використання, зазнавши деяких сучасних модифікацій, продовжувалося й надалі. Традиційний папір ідзумо (названий на честь святилища Ідзумо, де його виготовляють) був необхідним для вироблення фусума (розсувних панелей), він використовувався як полотно художниками, а також для написання листів. Раніше гравери наносили на папір власні емблеми, а з часів періоду Мейджі ще одним способом його застосування стало використання принесеної до Японії із Заходу техніки ебру — створення малюнку на воді та подальшого його перенесення на тверду поверхню (використ. ательє "Міура" в Токіо).

## Інші ремесла

### Скляні вироби

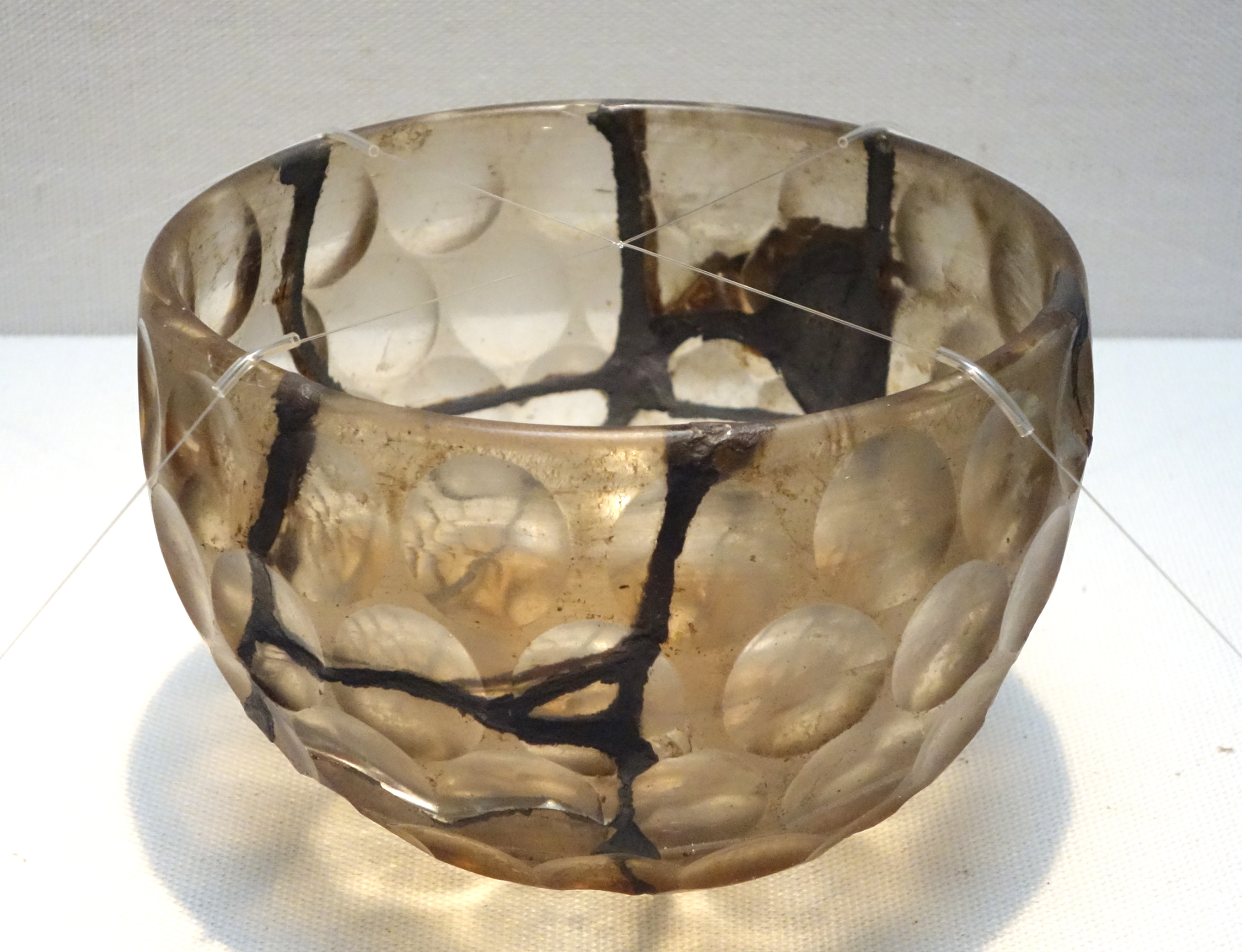
Скляна чаша, імовірно, з гробниці імператора Анкана (м. Хакібіно, преф. Осака). Період Кофун, VI ст.

Традиція виробництва скла в Японії сягає періоду Кофун. Тоді воно використовувалося доволі рідко, переважно в декоративних цілях, наприклад, для оздоблення кандзаші. Лише відносно пізніше, за часів періоду Едо, склоробство набуло більшої популярності, а вже з початком модернізації в епоху Мейджі розпочалося широке промислове виробництво скляних виробів.
Незважаючи на появу широкого промислового виробництва, виготовлення скляного посуду продовжує існувати як ремесло (наприклад, едо-кіріко (江戸切子) та сацума-кіріко (薩摩切子)). 
Існують різні техніки виготовлення скляних виробів, серед яких такі:
- Видування скла (яп. 吹きガラス /фукіґарасу/)
- Грановане скло (яп. 切子 /кіріко/)
- Глибокий друк (яп. グラビア印刷 /ґурабіаінсацу/)
- Пат-де-вер (яп. パート・ド・ヴェール /патодове:ру/)
- Емалювання (яп. エナメル絵付け /енамеруецуке/)

### Клуазонне

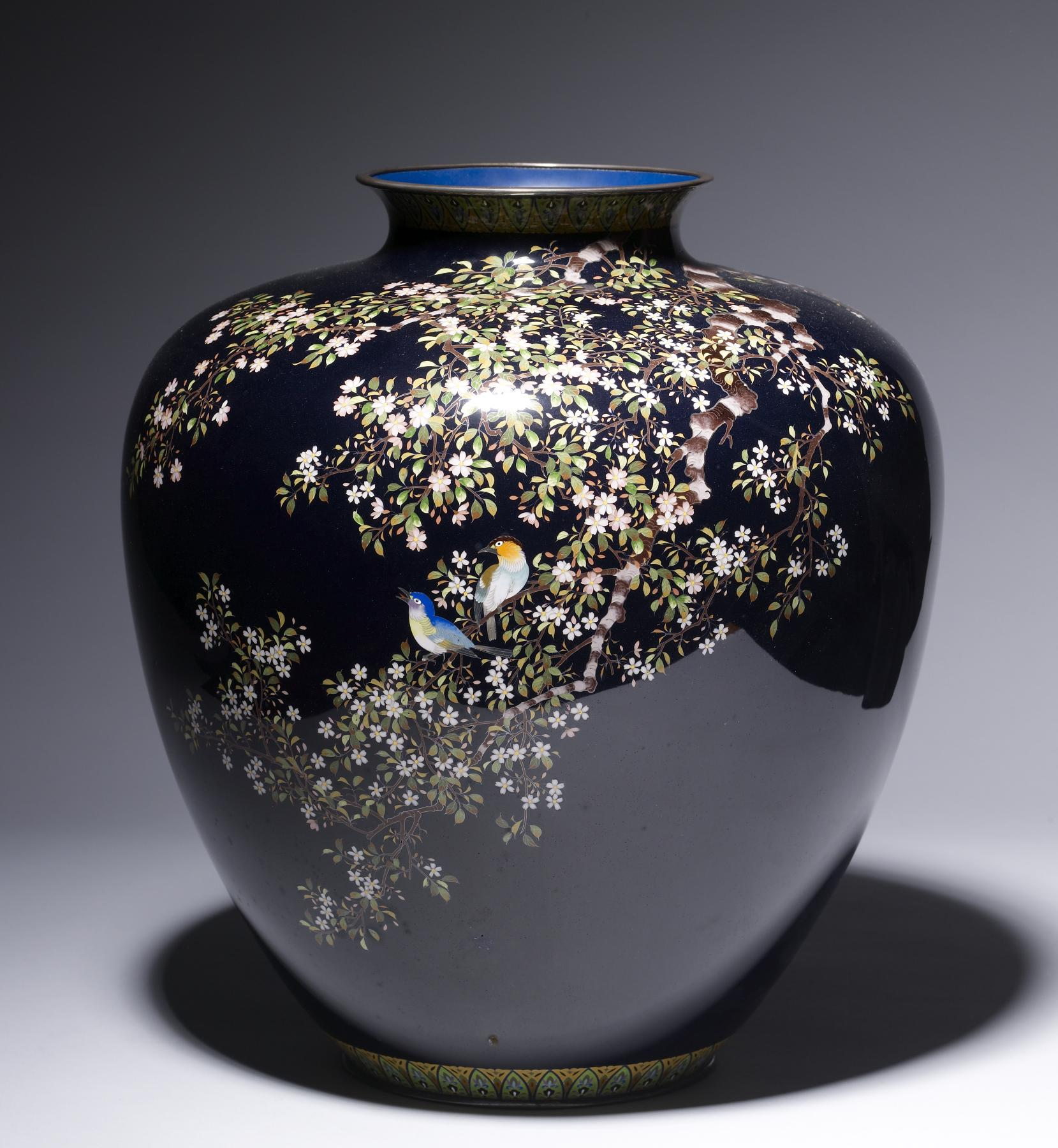
"Ваза з квітучою вишнею й птахами", вироблена компанією "Андо Клуазоннé" близько 1910 р.

Клуазоннé, або шіппо (七宝), передбачає нанесення на металевий каркас склоподібної глазурі та подальше її обпалення в печі. Особливого розвитку вона набула в пров. Оварі навколо м. Наґоя наприкінці періоду Едо та в епоху Мейджі. Однією з провідних компаній-виробників, що досі існують та продовжують дану традицію, є "Андо Клуазонне" (яп. 安藤七宝店 /андо: шіпо:які/).
До технік шіппо належать такі:
- Юсен-шіппо (有線七宝)
- Шьотай-шіппо (省胎七宝)
- Доро-шіппо (泥七宝)

### Гема
Під гемою, або ґьоку (砡), мається на увазі різьблення по агату або інших твердих кристалах із природним візерунком, що використовуються у виготовленні чайних чаш і ємностей для пахощів.

### Декоративна позолота
Кірікане (截金) — декоративна техніка позолоти, що використовується в живописі та для оздоблення буддійських статуй; вона передбачає використання сухозлітного золота, срібла й платини, нарізаних у формі геометричних візерунків із ліній, ромбів та трикутників.

### Різьблення по чорнильному каменю
Каліграфія вважається одним із класичних видів мистецтва Японії, тому виробництво чорнильного каменю також високо цінується.

### Різьблення по слоновій кістці
Бачіру (撥鏤) — мистецтво гравіювання пофарбованої слонової кістки.